# 南極関係記事の一覧
以下はウィキペディア日本語版における南極関係記事の一覧（なんきょくかんけいきじのいちらん）である。

## あ行
- あすか基地
- アーネスト・シャクルトン
- アムンゼン海
- ヴィンソン・マシフ
- ウェッデル海
- エルスワース山脈
- オゾンホール
- オーロラ
- オングル島
  - 西オングル島
  - 東オングル島

## か行
- 菊池徹
- 極圏
  - 南極圏
- 極夜
- クイーンモード山脈
- クイーン・モード湾 (サウスジョージア・サウスサンドウィッチ諸島)
- クジラ湾
- 楠宏
- クーラスクス
- 国際地球観測年
- 国立極地研究所
- コーツランド

## さ行
- サヤハシチドリ （別名：南極鳩）
- 至聖三者聖堂 (南極)
- 昭和基地　船と基地に、船内郵便局がある。
- 白瀬矗
- 白瀬氷河
- しらせ (砕氷艦・初代)
- しらせ (砕氷艦・2代)　2009年就役
- スコシア海
- 宗谷 (船)
- 宇宙よりも遠い場所

## た行
- 棚氷
- タロとジロ
- 帝国南極横断探検隊
- ドームふじ基地
- ドラえもん のび太の南極カチコチ大冒険

## な行
- 永田武
- 南極
- 南極海
- 南極海峡
- 南極海の野鳥一覧
- 南極観測基地の一覧
- 南極観測船
- 南極環流
- 南極区
- 南極ゴジラ
- ナンキョクコメススキ
- 南極周辺の島の一覧
- 南極条約
- 南極振動
- 南極石
- 南極隕石
- 南極大陸
- 南極大陸 (テレビドラマ)
- 南極大陸の野鳥一覧
- 南極地域観測隊 （南極越冬隊）
- 南極地域の環境の保護に関する法律
- 南極点
- 南極における領有権主張の一覧
- 南極の経済
- 南極の交通
- 南極の地理
- 南極の歴史
- 南極半島
- 南極氷床
- 南極プレート
- ナンキョクミドリナデシコ
- 南極物語　映画
- 南極料理人　映画
- 南磁極
- 西堀栄三郎、『南極越冬記』

## は行
- 白夜
- 氷雪気候
- 福島ケルン
- 福島紳
- 福島岳
- ふじ (砕氷艦)
- ブリザード
- ブルガス半島
- フレッチャー島
- ベリングスハウゼン海
- ペンギン
  - アデリーペンギン - コウテイペンギン - ジェンツーペンギン - ヒゲペンギン - マカロニペンギン
- ボストーク湖
- ホープ湾

## ま行
- マーティン半島
- マリーバードランド
- みずほ基地
- 村山雅美

## や行
- やまと山脈
- 大和雪原

## ら行
- リュツォ・ホルム湾
- ロアール・アムンセン
- ロス海
- ロバート・スコット

## 関係項目
- 世界各国関係記事の一覧